# José María Matheu Aybar
José María Matheu Aybar (Zaragoza, 21 de septiembre de 1847 - Madrid, 5 de marzo de 1929) fue un escritor español del realismo.

## Biografía
Hizo sus primeros estudios con los escolapios y se licenció en Derecho en su ciudad natal, aunque estudió también letras; alternó su carrera de abogado con la literatura, utilizando al principio el pseudónimo de "Roberto de Albar". Participó en los salones de la Juventud Católica Zaragozana leyendo poemas que luego publicaba en La Concordia de Zaragoza, y en 1868 ganó el certamen poético de la inauguración de las obras de la Catedral del Pilar. Pronto se trasladó a Madrid, donde apareció su libro de poemas Los primeros acordes (1874) y entró a trabajar como redactor en El Liceo y luego en El Clamor de la Patria. 
Cofundó la Revista de Aragón (1878) y fundó Revista Nueva (1899); publicó su primera obra narrativa en 1884, la colección de novelas cortas La casa y la calle. Obtuvo un premio de novela corta en el concurso de Blanco y Negro (1902) y publicó otra colección de novelas cortas en 1905, El Pedroso y el Templao, pero también cultivó la novela extensa, la lírica y el artículo costumbrista. Según Juan Ignacio Ferreras, como narrador pertenece más al realismo crítico de buena ley que al naturalismo, que es la corriente con la que se lo suele vincular, ya que en su obra no hay ningún determinismo; critica, eso sí, "las costumbres de la clase media, al nuevo rico, los delirios de grandeza, el lujo, las malas costumbres políticas, el caciquismo incluso", etcétera. Es de estilo expresivo y correcto, pero más satírico que humorístico, y resulta ser un buen descriptor de ambientes, pero sus caracterizaciones no son convincentes. Algunas de sus narraciones se ubican en espacios aragoneses imaginarios («Tomizares», «Cayudes», «Cañices»). Reunió su lírica al final de su vida en Orientaciones (Madrid, 1928). Otras novelas suyas son La ilustre figurante (1886), El santo patrono (1888) y su mejor novela, continuación de la anterior, Marrodán Primero (1897), crónica realista de un hombre que logra no muy justamente un alto puesto en la sociedad. Jaque a la Reina (1889) es un relato coral sobre la vida de varias familias de comerciantes madrileños y el ya citado El Santo patrono se centra en la vida de un joven de provincias que busca triunfar en el Madrid inmediatamente anterior a la caída de Isabel II, siempre en la línea del realismo crítico galdosiano. En el prólogo a una de sus colecciones de cuentos, Los tres dioses y otras narraciones (1923), escribió Azorín: «Matheu es uno de los más grandes novelistas españoles contemporáneos». Escritor hasta el fin, todavía andaba publicando con casi ochenta años.

## Obras

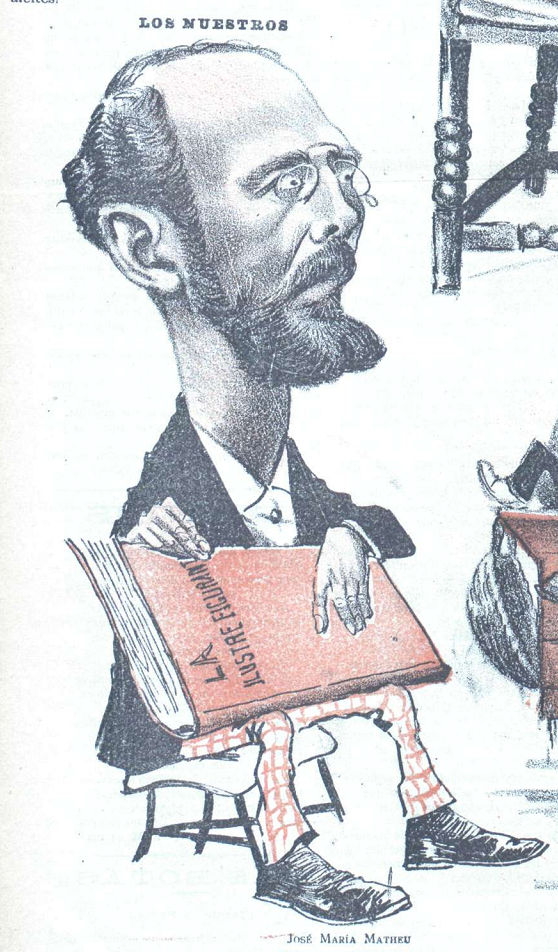
Matheu en Don Quijote, 1902.

### Lírica
- Orientaciones: (Poesías) Madrid, 1928 (Imp. Sáez Hnos.)

### Narrativa corta
- Los tres dioses y otras narraciones Prólogo de Azorín . Madrid: Sucesores de Rivadeneyra, 1923.
- ¡Rataplán!: (cuentos de vecindad) Barcelona: López, ¿1911?
- La hermanita Comino: novelas cortas; Franciscón y Francisquete.- Flores renovadas.- ¿Casualidad?-Los años perdidos.- La Carraca de Dróning.- La visión de lo infinito.- Propaganda.- ¿Se puede vivir? Zaragoza: Cecilio Gasca, ¿1909?(Abadía y Capapé)
- Pajarito y Compañía. Novelas originales. Madrid, s.n. , s.a. (Biblioteca Patria)

### Narrativa extensa
- Los primeros acordes, Madrid, 1874 (Imp. de Policarpo López)
- La casa y la calle: Crónica contemporánea Madrid, 1884 (Imp. M. Tello)
- La ilustre figuranta: Novela Madrid, 1886 (Imp... de M. Tello)
- Un rincón del Paraíso: (Crónica aragonesa) Madrid: M. Tello , 1887
- Jaque á la Reina: novela Madrid, 1889 (Imp. de M. Tello)
- La gran nodriza: [Novela] Madrid, 1893 (Imp. del suc. de J. Cruzado á cargo de Felipe Marqués)
- El santo patrono: novela Madrid: J. Cruzado, s.a.
- Marrodán primero: (Continuación de "El Santo patrono") Madrid, 1897 (Establecimiento tipográfico de Felipe Marqués)
- Carmela rediviva, Madrid: G. Juste , 1899
- Aprendizaje: (Novela) Madrid: A. Marzo de 1904
- Un bonito negocio: novela Madrid: El Cuento Semanal , 1908
- La cadena rota. Novela. Madrid, La Novela Mundial, 1926.
- Cosas de la abuela Zaragoza, 1926 (Graf. Alfredo Uriarte)
- Después de la caída: novela Madrid: El Cuento semanal, 1911
- Entre el oro y la sangre Madrid: El Cuento Semanal, 1909
- Gentil Caballero: (Costumbres modernas) Madrid: Antonio Marzo, 190
- Lo inexplicable: novela original Madrid: Biblioteca Patria , s. a.
- El Pedroso y el Templao: Costumbres aragoneses Zaragoza: Mariano Escar, 1905
- Tipos de la calle S.l.: s.n., s.a.